# 黒木紳太郎
黒木 紳太郎（くろき しんたろう、9月27日 - ）は、日本の男性声優。島根県出身。尾木プロ THE NEXT所属。

## 人物
色々な職業や世界観の作品があると知っていた時に「自分の夢が全部叶う」と思い、声優を目指した。
趣味は料理、ギター。特技はものまね、ターン。

## 出演
太字はメインキャラクター。

### テレビアニメ
2018年
- CONCEPTION（男たち）

2019年
- Re:ステージ! ドリームデイズ♪（ナレーター、男性ファン、屋外ステージ客、スタッフ 他）
- コップクラフト（チンピラA、警官、チンピラ、マルコム、イーサン・ドール 他）
- 魔入りました!入間くん（2019年 - 2021年、モコ先輩、くろむのファンたち、男子生徒） - 2シリーズ

2020年
- とある科学の超電磁砲T（警備）

2021年
- 魔術士オーフェンはぐれ旅（2021年 - 2023年、男達、ランド、ノサップ、アーバンラマの人々、十三使徒 他） - 3シリーズ

2023年
- はめつのおうこく（街の人）

2024年
- 魔女と野獣（警官、使用人、警官、検死官、聖騎士団員）
- 変人のサラダボウル（兵士、警察官、小林、店員、ナレーション）
- Unnamed Memory（魔法士B、魔法士）
- パーティーから追放されたその治癒師、実は最強につき（ギルド職員、冒険者、オーガ、オーガ、ギルド職員）
- 来世は他人がいい（チンピラ、半グレ、先生、組員）

2025年
- 妃教育から逃げたい私（見張り、料理長）
- 渡くんの××が崩壊寸前（生徒B、男子生徒B、男子B、男友達B、男性）
- 勇者パーティーを追放された白魔導師、Sランク冒険者に拾われる 〜この白魔導師が規格外すぎる〜（騎士団長、盗賊、魔導兵、騎士、冒険者）
- 強くてニューサーガ（悪党）

### シリーズ一覧
1. ↑  第1シリーズ（2019年 - 2020年）、第2シリーズ（2021年）
2. ↑  第2期『キムラック編』（2021年）、第3期『アーバンラマ編』（2023年）、第4期『聖域編』（2023年）

### 初出話一覧
1. 1 2  第9話初出
2. 1 2 3 4 5 6 7 8  第1話初出
3. 1 2 3 4 5  第4話初出
4. 1 2 3 4 5 6 7 8  第6話初出
5. 1 2  第7話初出
6. 1 2 3 4  第3話初出
7. 1 2 3  第12話初出
8. 1 2  第2シリーズ 第6話初出
9. ↑  第1シリーズ 第12話初出
10. ↑  第1シリーズ 第21話初出
11. 1 2  第3期 第1話初出
12. ↑  第2期 第1話初出
13. ↑  第2期 第4話初出
14. ↑  第3期 第6話初出
15. ↑  第4期 第9話初出
16. 1 2  第8話初出
17. 1 2 3 4 5 6  第2話初出
18. 1 2  第5話初出
19. 1 2 3  第11話初出